# João Gordo
João Gordo   (Tucuruvi District, 13 de març de 1964) és un músic i presentador de televisió brasiler. Considerat un dels músics pioners del hardcore punk al Brasil, és membre del grup Ratos de Porão. També va ser presentador de MTV Brasil i Rede Record.

## Biografia
Descendent d'italians i nord-orientals, João Francisco Benedan es va criar als anys 1960 a Tucuruvi, al nord de São Paulo, fill d'un sergent de la policia militar nascut a Piraju, casat amb una perruquera de Lins.
Es va unir a Ratos de Porão el 1983. El seu primer concert amb el grup va ser a la Pontifícia Universidade Católica de São Paulo el juliol de 1983. Després d'un viatge a Salvador amb el grup en què va romandre dues setmanes més a la ciutat, deambulant, atès que el promotor no els havia pagat el bitllet de tornada, va tornar a casa i va ser-ne expulsat pel seu pare.
El 1996, va començar la seva carrera com a presentador a MTV Brasil. Va dirigir els programes: Suor, Garganta e Torcicolo, Gordo Pop Show, Gordo on Ice, Gordo a Go-Go, Piores_Clipes_do_Mundo, Gordo Freak Show, Gordo à Bolognese, Fundão MTV, Gordoshop i Gordo Visita.
El 31 de gener de 2000, João va patir un embassament pleural i va passar 22 dies a l'UCI. Fins aleshores, fumava tres paquets de cigarretes al dia. Després de l'incident va deixar l'hàbit.
L'any 2003, al programa Gordo a Go-Go, va tenir una baralla amb l'actor Dado Dolabella. El mateix any va ser guardonat amb el premi APCA al millor presentador pel programa Gordo a Go-Go. Poc més d'un any després, el 23 de desembre, va patir una arrítmia cardíaca i va estar cinc dies ingressat, també a l'UCI. Va ser operat de bypass gàstric i el 2004 es va casar amb la periodista argentina Viviana Torrico. L'abril del mateix any va néixer la seva primera filla, Victoria i es va convertir en vegetarià. El setembre de 2005, Viviana va donar a llum el seu segon fill, Pietro.
El 2007, va participar en l'àlbum Ritmo, Ritual e Responsa de Charlie Brown Jr., cantant al costat del vocalista Chorão la cançó «Vida de magnata». A Rede Record va presentar una secció del programa Legendários que tractava de política i problemes socials entre el 2010 i el 2012. El 2011 va aparèixer a la cançó «Extinção em massa» de l'àlbum The Great Execution del grup de death metal Krisiun.
Des del 2015 dirigeix un programa culinari a YouTube, Panelaço, i presenta el programa de ràdio Tiki Nervioso, al costat del músic Marinho, de Pavilhão 9, a 89 FM A Rádio Rock. El 2016, va signar un contracte amb Canal Brasil i va iniciar un programa d'entrevistes nocturnes, Eletrogordo. El mateix any, va publicar una biografia, Viva la vida tosca, escrita pel periodista André Barcinski.
El 2020 va iniciar una associació amb el grup Asteroides Trio creant versions rockabilly de cançons de Ratos de Porão amb el disc Tributo Punkabilly Aos 40 Anos Do Ratos De Porão. L'any 2021, João Gordo i la seva esposa Viviana Torrico van crear el projecte Solidariedade Vegan, que distribueix carmanyoles (marmitas) veganes a persones sense llar de São Paulo. El maig de 2024 va publicar Brutal Brega - MPB Mode, amb cançons de Belchior, Caetano Veloso i Tim Maia.